# 神女赋
《神女赋》是由战国楚国辞赋作家宋玉创作的一篇赋。该赋承接《高唐赋》。在赋中，宋玉描述了和巫山神女从梦中遇见到离别的情形，描摹出女神隐身云烟、姗姗不临的姿态，描绘出世俗爱恋于脱世守洁之间矛盾而复杂的情感。文章中的“王”和“玉”因版本各异，故而梦遇女神的是楚襄王还是宋玉仍有争议。
文章中的楚襄王为宋玉所事君主。